# Chung Sye-kyun
Chung Sye-kyun (ur. 5 listopada 1950) – południowokoreański polityk, w latach 2020–2021 premier Korei Południowej.

## Życiorys
W latach 1966–1969 studiował w Jeonju, gdzie pełnił funkcję dziennikarza oraz przewodniczył radzie studenckiej. Ukończył prawo w Seulu w 1974. W 2006 wybrany do parlamentu i powołany na ministra handlu, przemysłu i energii. 6 lipca 2008 wybrany przewodniczącym Partii Demokratycznej. Funkcję tę pełnił do 2010. W latach 2016–2018 przewodniczący Zgromadzenia Narodowego. Od 14 stycznia 2020 do 16 kwietnia 2021 premier Korei Południowej.